# Toxicocladosporium irritans
Toxicocladosporium irritans är en svampart som beskrevs av Crous & U. Braun 2007. Toxicocladosporium irritans ingår i släktet Toxicocladosporium, ordningen Capnodiales, klassen Dothideomycetes, divisionen sporsäcksvampar och riket svampar.   Inga underarter finns listade i Catalogue of Life.